# Hormius maderae
Hormius maderae är en stekelart som beskrevs av Graham 1986. Hormius maderae ingår i släktet Hormius och familjen bracksteklar. Inga underarter finns listade i Catalogue of Life.